# Willy Kambwala
Willy Kambwala Ndengushi (Kinsasa, República Democrática del Congo, 25 de agosto de 2004) es un futbolista francés que juega como defensa en el Villarreal C. F. de la Primera División de España. Nacido en la República Democrática del Congo, ha representado a Francia a nivel juvenil.

## Trayectoria

### Carrera temprana
Nacido en Kinshasa, República Democrática del Congo, Kambwala y su familia se mudaron a Francia cuando tenía cinco años. Se crio en Les Ulis, Essonne, y comenzó su carrera con Elan Chevilly Larue y Les Ulis, antes de unirse a la academia del F. C. Sochaux en 2018.

### Manchester United
Se le vinculó con un traslado a los equipos ingleses Liverpool F. C. y Manchester United F. C. en julio de 2020. Se mudó al Manchester United en octubre de 2020 y firmó el día límite de transferencia. Sufrió un descanso de once meses por lesión apenas unas semanas después de su estadía en Mánchester, y regresó a la acción en septiembre de 2021, jugando en una victoria a domicilio por 8-2 contra el equipo sub-18 del Birmingham City F. C.
Firmó un contrato profesional con el Manchester United el mes siguiente. Kambwala hizo su debut absoluto con el United en diciembre de 2023 en un partido de la Premier League contra el West Ham United F. C.
El 15 de julio de 2024, tras haber jugado diez partidos con el equipo mancuniano, fue fichado por el Villarreal C. F. y firmó un contrato hasta 2029.

## Selección nacional
Es elegible para representar tanto a Francia como a la República Democrática del Congo. Ha sido capitán de la selección francesa sub-16.

## Estadísticas

### Clubes
Actualizado al último partido disputado el 25 de mayo de 2025.
| Club                               | Div.          | Temporada     | Liga  | Liga  | Copas nacionales | Copas nacionales | Copas internacionales | Copas internacionales | Total | Total |
| Club                               | Div.          | Temporada     | Part. | Goles | Part.            | Goles            | Part.                 | Goles                 | Part. | Goles |
| ---------------------------------- | ------------- | ------------- | ----- | ----- | ---------------- | ---------------- | --------------------- | --------------------- | ----- | ----- |
| Manchester United F. C. Inglaterra | 1.ª           | 2023-24       | 8     | 0     | 2                | 0                | 0                     | 0                     | 10    | 0     |
| Manchester United F. C. Inglaterra | Total club    | Total club    | 8     | 0     | 2                | 0                | 0                     | 0                     | 10    | 0     |
| Villarreal C. F. · España          | 1.ª           | 2024-25       | 19    | 0     | 2                | 0                | ―                     | ―                     | 21    | 0     |
| Villarreal C. F. · España          | Total club    | Total club    | 19    | 0     | 2                | 0                | 0                     | 0                     | 21    | 0     |
| Total carrera                      | Total carrera | Total carrera | 27    | 0     | 4                | 0                | 0                     | 0                     | 31    | 0     |

## Palmarés

### Títulos nacionales
| Título | Club                    | País       | Año  |
| ------ | ----------------------- | ---------- | ---- |
| FA Cup | Manchester United F. C. | Inglaterra | 2024 |